# Robin Couly

a Compétitions nationales et continentales officielles uniquement.

b Matchs officiels uniquement.
Dernière mise à jour le 1 août 2025.
Robin Couly, né le 7 février 2004, est un joueur français de rugby à XV évoluant au poste de talonneur au Racing 92 en Top 14.

## Biographie

### Jeunesse et formation
Robin Couly naît le 7 février 2004. Fils d'un père militaire muté en Nouvelle-Calédonie, il grandit à Nouméa et commence le rugby à XV au sein du Club de rugby éducatif et citoyen de cette même ville à partir de 2014 et y reste jusqu'en 2021,. Dans ce club, il joue notamment avec Brent Liufau et évolue au poste de troisième ligne. Ensuite, il rejoint la métropole française après avoir été repéré par le club auvergnat de l'ASM Clermont Auvergne, dont il intègre le centre de formation. Dans son nouveau club, il est déplacé au poste de talonneur.
Lors de la saison 2022-2023, grâce à un partenariat entre son club et le Rugby Club riomois, basé à Riom dans le Puy-de-Dôme non loin de Clermont-Ferrand, il obtient l'opportunité d'engranger du temps de jeu en Fédérale 2, la sixième division française, dans le cadre d'une double licence. Dans ce club, il évolue notamment au poste de troisième ligne centre et joue avec l'équipe réserve,, ainsi qu'avec l'équipe première où il est placé au poste de talonneur. De plus, dans ce club, il est notamment entraîné par son futur coéquipier en senior à l'ASM Clermont Auvergne Lucas Dessaigne. En fin de saison, il rejoue notamment avec l'équipe espoirs du club clermontois lors de la demi-finale du Championnat de France espoirs perdue face à l'Union Bordeaux Bègles. 

### Débuts professionnels à l'ASM Clermont Auvergne (2023-2024)
Durant la pré-saison 2023-2024, Robin Couly est retenu pour la première fois avec l'effectif professionnel de l'ASM Clermont Auvergne pour disputer une rencontre amicale contre l'USON Nevers début août 2023. La semaine suivante, il est également retenu pour le second match de préparation contre Oyonnax Rugby. Pour le premier match de la saison de Top 14, de nouveau contre Oyonnax mais à l'extérieur, il est nommé sur le banc des remplaçants au poste de talonneur à la suite des blessures de Yohan Beheregaray et Benjamin Boudou, ainsi que de l'absence de Folau Fainga'a,. Durant cette rencontre, il fait son entrée à la place d'Étienne Fourcade à quinze minutes de la fin et dispute ses premières minutes en professionnel à seulement dix-neuf ans lors de la défaite 36 à 17 de son équipe. Par la suite, il est de nouveau retenu à partir de la quatrième journée, après l'indisponibilité d'Étienne Fourcade pour blessure, face au Lyon OU où il entre en jeu en seconde période, puis pour les trois journées suivantes mais il n'entre en jeu que lors d'un seul de ces trois matchs, contre l'Aviron bayonnais. Fin novembre, il est titularisé pour la première fois de sa carrière professionnelle contre le Stade toulousain à l'occasion de la huitième journée de Top 14,. À l'issue de la rencontre, malgré la lourde défaite 31 à 10 de son club, il fait partie des satisfactions du match côté clermontois à la suite d'une performance personnelle prometteuse,. Cependant après cette rencontre, ses coéquipiers à son poste de talonneur font leur retour de blessure et il n'est plus retenu. De ce fait, en décembre, il fait donc son retour avec l'équipe espoir et inscrit notamment un essai lors d'une victoire 41 à 27 sur le terrain du Soyaux Angoulême XV Charente à l'occasion de la cinquième journée du Championnat de France espoirs,.
Quelques jours plus tard, le staff de l'équipe de France des moins de 20 ans le convoque au sein d'un groupe de vingt-six joueurs pour participer à un stage préparatoire, au prochain Tournoi des Six Nations des moins de 20 ans 2024, se déroulant du 4 au 8 janvier 2024 suivant à l'issue duquel un match amical est joué contre l'Italie,. Remplaçant pour cette rencontre, il s'incline 22 à 18 avec son équipe,. Le 18 janvier suivant, il est annoncé qu'il est de nouveau convoqué pour un stage préparatoire au Tournoi. Deux jours plus tard, il joue ses premières minutes en Challenge Cup avec l'ASM Clermont lors d'un succès en Géorgie contre Black Lion. Finalement, le 28 janvier, il est annoncé dans un groupe de vingt-six joueurs pour la première journée du Tournoi des Six Nations. Aligné en tant que remplaçant pour le premier match contre l'Irlande, il fait ses débuts internationaux lorsqu'il remplace Barnabé Massa mais connaît la défaite 31 à 37 avec son équipe. Après avoir participé à cette première journée, Couly déclare cependant forfait pour la seconde à la suite d'une commotion cérébrale subit à l'entraînement. Il est toutefois rappelé pour préparer la troisième journée, où il est titularisé pour la première fois en sélection. La semaine suivante, il joue son dernier match de la saison avec l'équipe professionnelle de l'ASM contre le Stade rochelais puis dispute la dernière journée du Tournoi des Six Nations contre l'Angleterre où les Bleuets sont défaits,. Cependant, il est annoncé qu'il n'est pas conservé par le club clermontois à l'issue de la saison.

### Départ au Racing 92 (depuis 2024)
À partir de la saison 2024-2025, il s'engage avec le Racing 92,. Il fait ses débuts avec sa nouvelle équipe en étant titularisé face à son ancien club à l'occasion de la deuxième journée de Top 14. Après ce match, il connaît trois autres titularisations d'affilée puis joue ensuite avec les espoirs du Racing,. Au mois de décembre, il retrouve l'effectif professionnel à la suite des sanctions à l'encontre de Camille Chat et Janick Tarrit pour des raisons extra-sportives. Deux semaines plus tard, il entre en jeu contre le RC Toulon mais réalise une mauvaise performance, se montrant coupable d'un plaquage manqué amenant un essai adverse et imprécis dans le secteur de la touche durant la défaite de son équipe. À la suite de ce match, il effectue son retour avec les espoirs. Pour sa première saison au Racing 92, il dispute huit matchs donc quatre comme titulaire avec les professionnels.

## Statistiques

### En club
| Saison             | Club               | Championnat | Championnat | Championnat | Compétitions EPCR | Compétitions EPCR | Compétitions EPCR |
| Saison             | Club               | Compétition | Matchs      | Essais      | Compétition       | Matchs            | Essais            |
| ------------------ | ------------------ | ----------- | ----------- | ----------- | ----------------- | ----------------- | ----------------- |
| 2023-2024          | ASM Clermont       | Top 14      | 6           | -           | Challenge Cup     | 1                 | -                 |
| Total ASM Clermont | Total ASM Clermont | Top 14      | 6           | 0           | Compétitions EPCR | 1                 | 0                 |
| 2024-2025          | Racing 92          | Top 14      | 7           | -           | Champions Cup     | -                 | -                 |
| 2024-2025          | Racing 92          | Top 14      | 7           | -           | Challenge Cup     | 1                 | -                 |
| Total Racing 92    | Total Racing 92    | Top 14      | 7           | 0           | Compétitions EPCR | 1                 | 0                 |

### En sélection nationale
Robin Couly dispute trois matchs, un en tant que titulaire, avec l'équipe de France des moins de 20 ans en une saison, prenant part à une édition du Tournoi des Six Nations des moins de 20 ans en 2024. Il n'a pas inscrit de points.